# Třída Albany
Třída Albany byla lodní třída raketových křižníků námořnictva Spojených států amerických, vzniklých radikální přestavbou druhoválečných křižníků třídy Baltimore. V letech 1959-1964 byla přestavěna trojice křižníků – USS Albany, USS Chicago a USS Columbus, které námořnictvo provozovalo až do roku 1980. Původně měly být přestavěny ještě dva další – USS Rochester a USS Bremerton, ovšem realizace byla zrušena z finančních důvodů.

## Stavba
Jednotky třídy Albany:
| Jméno                | Loděnice              | Spuštěna           | Vstup do služby | Status        |
| -------------------- | --------------------- | ------------------ | --------------- | ------------- |
| USS Albany (CA-123)  | Bethlehem Steel Co.   | 30. června 1945    | 15. června 1946 | Vyřazen 1980. |
| USS Chicago (CA-136) | Philadelphia Naval SY | 20. srpna 1944     | 10. ledna 1945  | Vyřazen 1980. |
| USS Columbus (CA-74) | Bethlehem Steel Co.   | 30. listopadu 1944 | 8. června 1945  | Vyřazen 1975. |

## Konstrukce

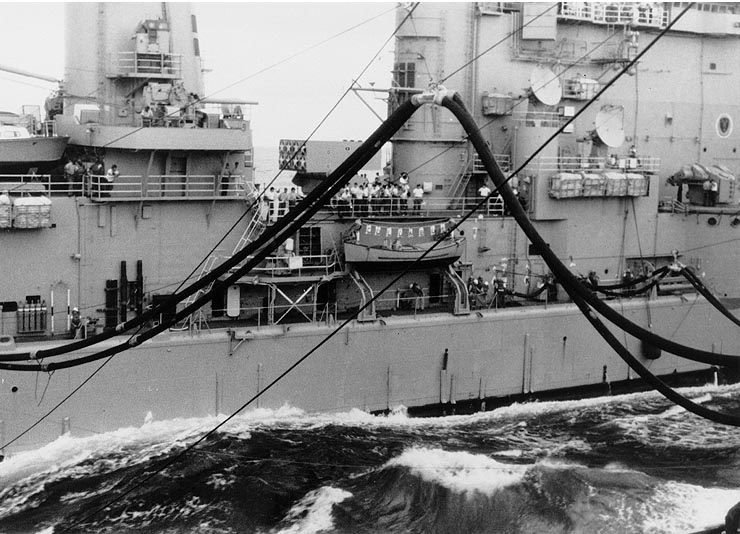
USS Columbus doplňuje palivo. Vlevo u komínu je postavení 127mm kanónu, uprostřed je vidět kontejner raketových torpéd ASROC a vpravo je patrné odpalovací zařízení střel Tartar.

Z původních těžkých křižníků byly odstraněny veškeré nástavby včetně výzbroje a nahradily je nástavby nové, charakteristické svou výškou a futuristickým vzhledem.
Základem výzbroje byla dvě dvojitá odpalovací zařízení Mk 12 protiletadlových řízených střel dlouhého doletu Talos se zásobou 104 střel. Jedno bylo na přídi a druhé na zádi. Na bocích nástavby přitom byla ještě další dvě dvojitá odpalovací zařízení Mk 11, tentokrát pro protiletadlové střely Tartar. Těch bylo neseno 84 kusů. Protiponorkovou výzbroj tvořilo osminásobné odpalovací zařízení raketových torpéd ASROC ve středu lodi a dva tříhlavňové 324mm protiponorkové torpédomety po stranách nástavby. Hlavňová výzbroj původně zcela chyběla, později byly instalovány dva 127mm kanóny v jednohlavňových nekrytých postaveních.
Ve středu lodí byl též vyhrazen prostor pro osm balistických raket Polaris, ty ale nebyly z finančních důvodů instalovány. Nerealizován byl rovněž plán, vypouštět z nich letounové střely Regulus II.
Pohonný systém tvořily čtyři turbíny a čtyři kotle. Lodní šrouby byly rovněž čtyři. Nejvyšší rychlost dosahovala 32 uzlů.

## Operační nasazení

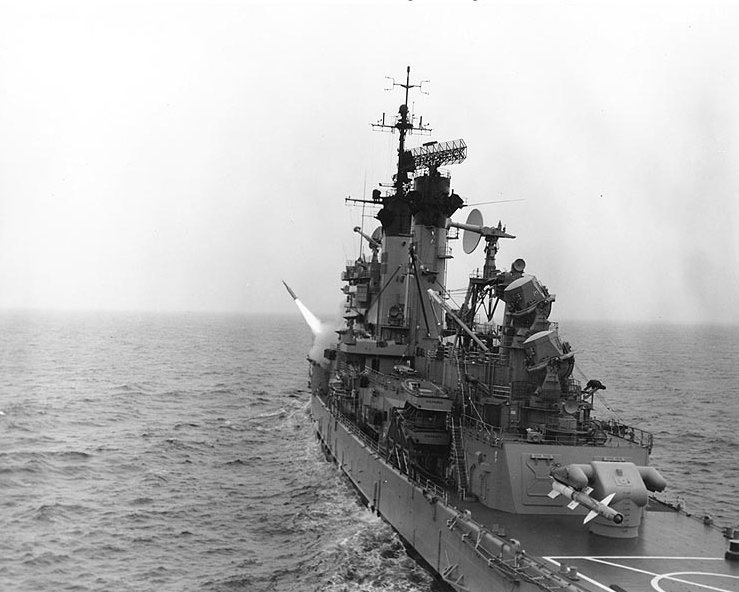
USS Columbus odpaluje střelu Tartar. Na zádi je též vidět jedna rozměrná střela Talos.

Křižník Chicago byl nasazen ve vietnamské válce. Zde v roce 1972, na vzdálenost 82 kilometrů, sestřelil severovietnamský MiG-17.
Columbus byl vyřazen v roce 1975. U křižníků Albany a Chicago byla zvažována modernizace, která by prodloužila jejich operační službu, pro zastaralost systému Talos a přílišnou nákladnost od ní bylo upuštěno. Obě lodi proto byly vyřazeny v roce 1980. Nějaký čas byly drženy v rezervě a poté byly sešrotovány.